# Juan Bautista Peset Vidal
Juan Bautista Peset Vidal (Valencia, 1821 - Valencia, 1885) fue un médico español que destacó en el estudio de la epidemiología y la historia.

## Biografía
Padre de Vicente Peset Cervera, inició el camino para una tradición de médicos. Se licenció en la universidad de Valencia con calificaciones de nemine discrepante ("sin que nadie discrepe") en 1848 y tuvo gran experiencia como práctico. Tuvo una gran actuación en las epidemias de cólera durante 1851 y 1865. Durante la de 1885 contrajo la enfermedad y falleció en una de las pandemias que asolaron España.
Profesor de la universidad de Valencia y fundador de la sociedad de higiene y del Instituto médico valenciano (fue presidente del instituto entre 1869 y 1874). Recibió el título de profesor benemérito de la ciencia. Fue miembro de la Real Academia de Medicina de las principales capitales españolas. Recibió el honor de la orden de Carlos III y caballero de la de Isabel la Católica, además de la cruz de la Orden Civil de la Beneficencia y de Epidemias.

## Obras
- Numerosas publicaciones médicas
- Bosquejo de la historia de la medicina de Valencia, 1866
- Controversia sobre las estadísticas médicas, 1867
- Memoria biográfico-bibliográfica o crítica acerca de don Andrés Piquer
- Topografía médica de Valencia y su zona, 1870
- Tratado de psicología patológica